# Ketawang (Purwoasri)
Ketawang is een bestuurslaag in het regentschap Kediri van de provincie Oost-Java, Indonesië. Ketawang telt 2127 inwoners (volkstelling 2010).